# 마리오 (대한민국의 가수)
마리오(본명: 정한림, 1982년 10월 21일 ~ )는 대한민국의 남성 솔로 래퍼이다. RBW에 소속되어 있으며, 2008년 9월 5일 '난 너에게(싱글)'로 데뷔했다.

## 출연방송

### 케이블 프로그램
KBS
- 《천하무적 토요일》(2009~2010년)

온게임넷
- 《켠김에 왕까지》 (2009년)